# Голороті мохуватки
Голороті мохуватки (Gymnolaemata) — клас мохуваток. Це найбільший клас мохуваток, що містить близько 650 видів.

## Опис
Голороті мохуватки в основному морські тварини. Тварини у колонії розділені перегородками, що заповнені тканиною, та мають пори. Gymnolaemata розділюють на два ряди: Ctenostomata (близько 50 видів) мають мембранні або драглисті стінки, а стінки у Cheilostomata (близько 600 видів) є кальцинованими. Ембріональний розвиток відбувається у виводкових камерах.

## Класифікація
- Клас Gymnolaemata
  - Ряд Ctenostomata
    - Підряд Alcyonidiina
    - Підряд Flustrellidrina
    - Підряд Victorellina
    - Підряд Paludicellina
    - Підряд Vesicularina
    - Підряд Stoloniferina

  - Ряд Cheilostomata
    - Підряд Inovicellata
    - Підряд Scrupariina
    - Підряд Malacostega
    - Підряд Flustrina
    - Підряд Ascophora